# .220 Rook
El .220 Rook, o .220 Long Centrefire, es un cartucho de rifle de fuego central británico obsoleto.

## Descripción general
El .220 Rook es un cartucho cuyo casquillo cuenta con un  borde o anillo, que fue diseñado originalmente para su uso en rifles Rook . Fue diseñado y producido en Gran Bretaña en la década de 1880. Se cree que es una de las primeras versiones de fuego central del cartucho de percusión anular .22 Long Rifle.